# Козин (Черниговская область)
Козин (укр. Козин) — бывший посёлок в Прилукском районе Черниговской области Украины. Население на 2001 год — 2 человека. 
Код КОАТУУ: 7424180605. Почтовый индекс: 17594. Телефонный код: +380 4637.

## География
Площадь — 0,151 км². Было расположено на правом берегу реки Перевод (где создан крупный пруд) — восточнее села Запереводское, севернее административной границы Черниговской области с Полтавской областью.
Расстояние до районного центра:Прилуки : (27 км.), до областного центра:Чернигов ( 140 км. ), до столицы:Киев ( 122 км. ), до аэропортов:Борисполь (94 км.). Ближайшие населенные пункты: Запереводское и Белошапки 1 км, Вечерки 4 км.

## Власть
Бывший орган местного самоуправления — Белошапковский сельский совет. Почтовый адрес: 17594, Черниговская обл., Прилукский р-н, с. Белошапки, ул. Центральная, 15.

## История
Естьна карте 1869 года как х. Чернечий.
Решением Черниговского областного совета от 21.12.2012 года посёлок снят с учёта.